# Patricia Scotland
Patricia Janet Scotland, baronessa Scotland of Asthal (ur. 19 sierpnia 1955 w Dominice) – brytyjska polityk i prawniczka, par dożywotni, w latach 2007–2010 prokurator generalny, sekretarz generalny Wspólnoty Narodów.

## Życiorys
Urodziła się na Dominice jako dziesiąte dziecko z dwanaściorga rodzeństwa. W dzieciństwie wraz z rodziną wyemigrowała do Wielkiej Brytanii, wychowywała się w Londynie. Kształciła się w Mid Essex Technical College w Chelmsford, w 1976 na University of London uzyskała dyplom LLB. Pracowała jako prawniczka, w 1978 uzyskała również uprawnienia zawodowe na Dominice. W wieku 35 lat została radcą królowej (QC) jako pierwsza w historii Wielkiej Brytanii czarnoskóra kobieta.
W 1997 otrzymała tytuł baronessy z rekomendacji Partii Pracy i jako par dożywotni zasiadła w Izbie Lordów. Była parlamentarnym podsekretarzem stanu w Foreign and Commonwealth Office, parlamentarnym sekretarzem w departamencie lorda kanclerza i ministrem stanu w Home Office. Od 2007 do 2010 sprawowała urząd prokuratora generalnego. W 2012 została wysłannikiem handlowym premiera w Południowej Afryce. Objęła także funkcję kanclerza na University of Greenwich.
W listopadzie 2015 wybrana na sekretarza generalnego Wspólnoty Narodów. Kadencję rozpoczęła w kwietniu 2016, zastępując Kamalesha Sharmę.